# Enklawa biedy

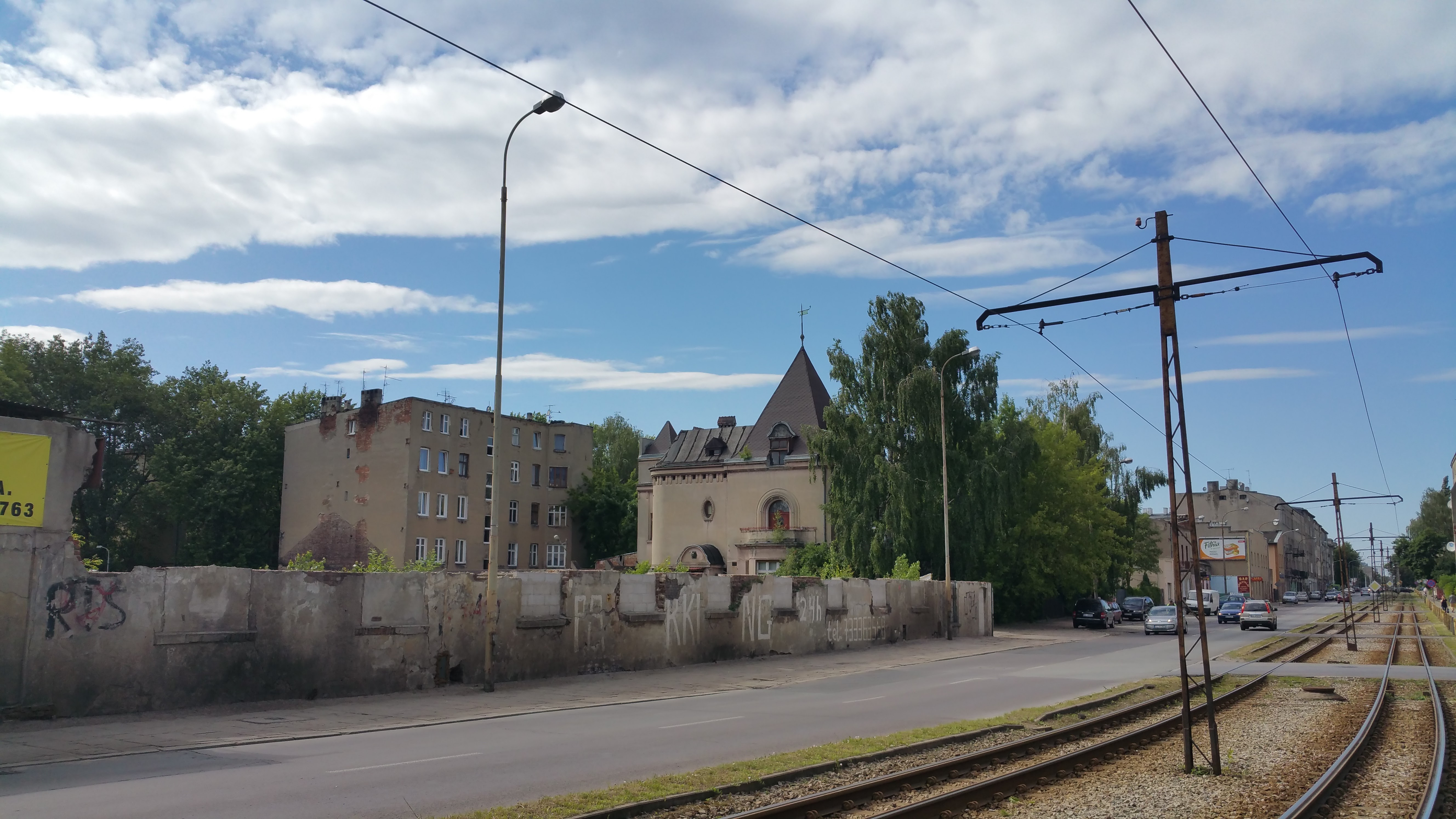
Łódź Górna – w tej części miasta, w połowie lat 90. XX wieku, w enklawach biedy zamieszkiwało co szóste dziecko. 22 041 dzieci z Górnej mieszkało w takich enklawach, wyznaczonych przez wskaźnik pauperyzacji dzieci wyższy niż 30%

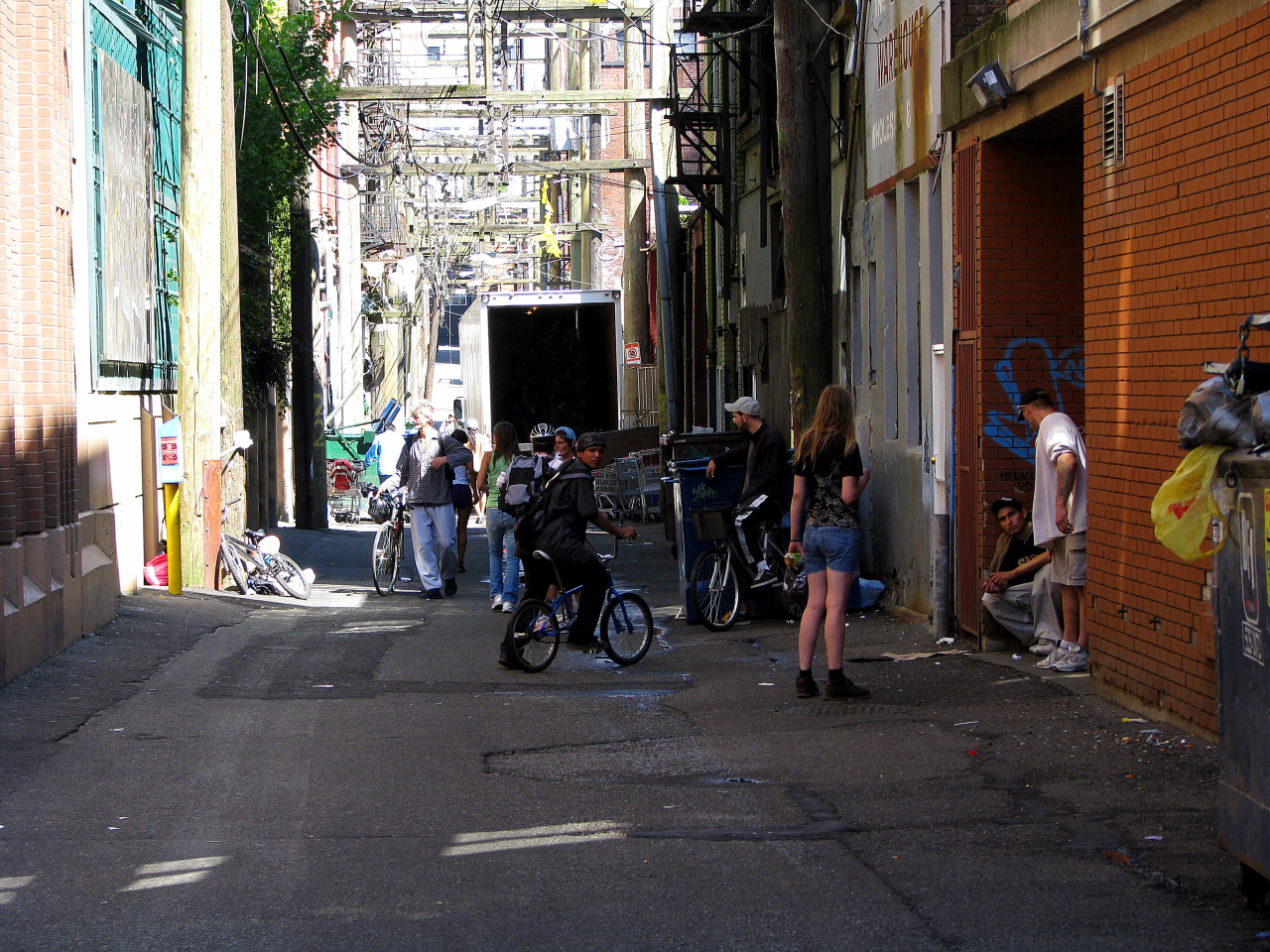
Biedna dzielnica w Vancouver

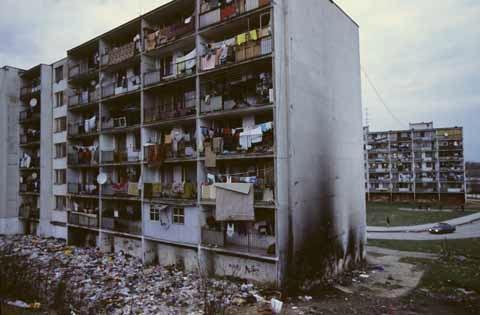
Luník IX to przykład etnicznej (romskiej) enklawy biedy na Słowacji

Enklawa biedy – część miejscowości o relatywnie największym nagromadzeniu osób biednych; co najmniej dwa sąsiadujące ze sobą kwartały ulic, w których proces pauperyzacji jest nasilony w stopniu mocnym lub bardzo mocnym (odsetek osób, których dotknął problem biedy wynosi ponad 30%). Jako osoby biedne rozumie się w tym przypadku osoby korzystające z różnego rodzaju wsparcia pomocy społecznej. W enklawach biedy nasilają się wszelkiego rodzaju zjawiska łamania norm obowiązujących w społeczeństwie, a także społeczne dysfunkcje, patologie i zagrożenie przestępczością. Znacznym zagrożeniem jest tam problem alkoholowy.

## Charakterystyka zjawiska
Enklawa biedy stanowi zdegradowane w sposób społeczny oraz fizyczny sąsiedztwo i jest przestrzenią nie tylko geograficzną, ale też określonym środowiskiem społecznym zamieszkałym w dużym stopniu przez ludność biedną i mającym wpływ rozwojowy na zamieszkujące ją jednostki, w tym dzieci i młodzież. Stan niedostatku, poprzez istniejące w enklawach biedy zasoby, sposobności i ryzyka (ograniczające znacznie szanse zmiany losów ich mieszkańców), może stosunkowo łatwo przenosić się z pokolenia na pokolenie, prowadząc do narastania procesu dziedziczenia biedy. Charakterystyczny jest także w tych częściach miejscowości proces ujednolicania się niskiego statusu społecznego mieszkańców.
Dzieci i młodzież zamieszkujące enklawy biedy narażone są na wszechstronną deprywację i negatywne wzorce postępowania, co skutkuje słabymi wynikami w nauce, wagarowaniem i poczuciem zmniejszonej wartości oraz powodować może przepływ do środowisk aspołecznych oferujących namiastki akceptacji. Proces przechodzenia z dzieciństwa w dorosłość staje się przyspieszony – zatarciu ulegają granice między tymi okresami życia. W przypadku chłopców dochodzić może przede wszystkim do podejmowania działalności przestępczej, dziewczęta narażone są także na wczesne i nieplanowane ciąże. Dzieci bardzo wcześnie podejmują liczne, drobne prace zarobkowe. Z uwagi na ograniczoną mobilność i niskie aspiracje społeczne dobór partnerów życiowych następuje często w obrębie enklaw biedy, co prowadzi do powielania się istniejących już wzorców oraz problemów i rodzenia się dzieci, które kopiować będą w przyszłości postawy rodziców. Wpływ na to ma zarówno izolacja społeczna mieszkańców enklaw biedy, jak również segregacja przestrzenna biednych kwartałów lub dzielnic od reszty tkanki miejskiej. Zamieszkiwanie pod adresem znajdującym się w obrębie enklawy biedy stanowi rodzaj naznaczenia społecznego, co upośledzać może kontakty z mieszkańcami innych części miasta, jak również, w niektórych przypadkach, nawet utrudniać znalezienie pracy.
Enklawy biedy w skrajnych przypadkach mogą ulegać koncentracji i zamieniać się w getta społeczne, zamieszkałe (z uwagi na zły stan tkanki mieszkaniowej) prawie wyłącznie przez ludność najuboższą. W opinii pozostałych mieszkańców miejscowości rejony takie traktowane są jako niebezpieczne i takie, które należy omijać, co napędza dodatkowo spiralę naznaczenia i izolacji mieszkańców enklaw biedy.
Celestyna Chlubek-Adamczyk (socjolog) tak opisuje degradację, wcześniej dobrze prosperującego osiedla robotniczego dawnej Huty Silesia w Rybniku, które ma genezę XIX-wieczną, a po upadku zakładu w wyniku transformacji systemowej, uległo gettoizacji: Dawne życie w kolonijnej społeczności, ze swoimi utartymi zasadami, tradycją, przyzwyczajeniami, uległo zachwianiu. Nie tylko dlatego, że brakło spoiwa, jakim była huta, ale również dlatego, że powstały różnice w poziomie życia społeczeństwa. Zatraca się jednorodny, pierwotny charakter osiedla przez wprowadzenie tu „obcych” – przede wszystkim ludzi z marginesu społecznego. Dawni mieszkańcy, ludzie już starsi, zawodowo związani z hutą, teraz są w mniejszości. Ich relacje z przybyszami są trudne. Powoli zatraca się życie towarzyskie osiedla. Miasta postindustrialne, a do takich należy Rybnik, obecnie zmieniają swój charakter. Dzielnice miast, w których niegdyś dominował dobrze prosperujący przemysł, dzisiaj ulegają przemianie i degradacji.
Zwiedzanie przez turystów dzielnic skrajnej biedy, zwłaszcza w krajach biednego Południa, definiowane jest jako turystyka slumsowa.

## Enklawy biedy w Polsce

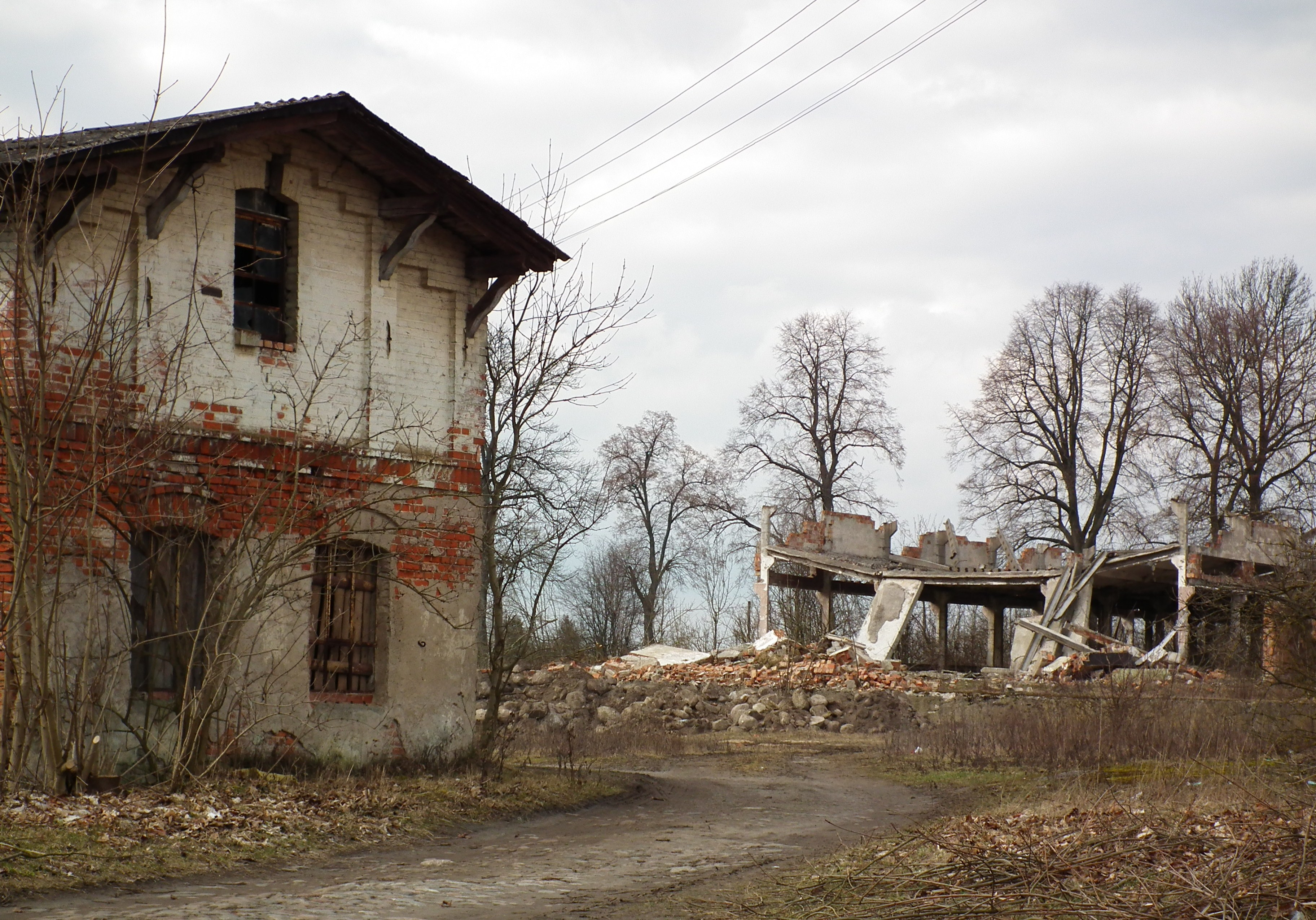
Niektóre wsie, w których zlikwidowano państwowe gospodarstwa rolne to przykłady wiejskich enklaw biedy w Polsce

Przykładem enklaw biedy w Polsce mogą być niektóre wsie, w których po 1989 zlikwidowano państwowe gospodarstwa rolne, i gdzie powstała, poparta izolacją geograficzną, próżnia ekonomiczna powodująca zubożenie lokalnych społeczności, stałą zależność od pomocy społecznej oraz narastanie patologicznych zachowań. Strukturalne przyczyny powstania enklaw biedy w polskich miastach wynikły z kolei z nałożenia się czterech zasadniczych procesów: dezindustrializacji (likwidacja zakładów przemysłowych i związanej z nimi dobrze rozwiniętej klasy robotniczej), dewelfaryzacji (wycofanie się państwa z dostarczania obywatelom darmowych lub niskopłatnych usług społecznych, w tym edukacji i lecznictwa), dezinstytucjonalizacji rodziny (wzrost liczby związków nieformalnych oraz rodzin niepełnych) i decentralizacji (przerzucenie znacznej części obowiązków społecznych z państwa na samorządy, nie zawsze poparte odpowiednim zapleczem finansowym). Według niektórych ekonomistów i obserwatorów polskiej transformacji (np. Tadeusza Kowalika, czy redaktora Tomasza Sypniewskiego) w Polsce powstały rozległe strefy ubóstwa na skutek m.in. wprowadzenia gospodarczej terapii szokowej w myśl planu Balcerowicza. Szczególnym przypadkiem enklaw nędzy są niektóre stare dzielnice miast poprzemysłowych i przemysłowych Górnego Śląska. Są położone w zniszczonym i zdegradowanym środowisku naturalnym oraz zaniedbane w czasach komunizmu. Budowano wówczas liczne nowe osiedla nie remontując starych kwartałów i nie zważając na naruszanie tkanki urbanistycznej. Obecnie stanowią często „enklawy skumulowanego ubóstwa”, w których czynnik kulturowy (odrębność ludności śląskiej) wzmacnia utrwalone w przeszłości zjawiska sprzyjające izolacji i marginalizacji mieszkańców.
Polskie enklawy biedy różnią się od amerykańskich i zachodnioeuropejskich słabą solidarnością lokalną i izolacją wewnętrzną. W USA i Wielkiej Brytanii w enklawach wytwarzała się silna wewnętrzna solidarność mieszkańców, co wiązane jest nie tyle z ich biedą, ale odmiennością etniczną, która jest czynnikiem konsolidującym. Tym, co w ograniczonym stopniu spaja społeczności zamieszkujące enklawy jest wspólnota kryzysu, czyli poczucie osamotnienia, pokrzywdzenia i odrzucenia przez otaczające ich społeczności, lepiej adaptujące się do nowych i zmiennych warunków.

## Badania naukowe
Zagadnienia enklaw biedy oraz kultury transmisji ubóstwa w ich obrębie badali m.in.: Oscar Lewis, William J. Wilson, Elżbieta Tarkowska, Kazimierz Frieske, Jolanta Grotowska-Leder, Hanna Palska i Wielisława Warzywoda-Kruszyńska.